# Долаково (Северная Осетия)
Долаково — село в Правобережном районе Республики Северная Осетия — Алания. Входит в состав «Ольгинского сельское поселения».

## География
Село находится в 3,5 км к востоку от районного центра — Беслан и в 12 км к северу от Владикавказа.

### Часовой пояс
Село, как и вся Республика Северная Осетия-Алания, находится в часовой зоне МСК (московское время). Смещение применяемого времени относительно UTC составляет +3:00.

## Население
| 2002 | 2010 | 2021 |
| ---- | ---- | ---- |
| 0    | →0   | →0   |